# Noriko Anno
Noriko Anno, född den 23 maj 1976 i Fukue, Japan, är en japansk judoutövare.
Hon tog OS-guld i damernas halv tungvikt i samband med de olympiska judotävlingarna 2004 i Aten.